# Il castello di vetro
Il castello di vetro (The Glass Castle) è un film del 2017 diretto da Destin Daniel Cretton.
La pellicola, con protagonisti Brie Larson, Woody Harrelson e Naomi Watts, è l'adattamento cinematografico delle memorie omonime di Jeannette Walls, pubblicate nel 2005.

## Trama
Jeannette ha otto anni ed un carattere intelligente e riflessivo. Vive una vita nomade con sua madre pittrice, Rose, il padre ubriacone e spensierato ma premuroso, Rex, e la sorella maggiore Lori, il fratello minore Brian, e successivamente la sorella minore Maureen. Un giorno, Jeannette si ustiona mentre prepara hot dog per la sua famiglia e va all'ospedale. Viene chiamato un assistente sociale che interroga Jeannette sulla sua vita familiare. Rex arriva in ospedale, rimprovera il medico e l'assistente sociale, e poi crea uno stratagemma per distrarre il personale e fuggire. Sposta la sua famiglia fuori città. Dopo aver lasciato la casa in cui si trasferiscono per sfuggire al recupero crediti, la famiglia trascorre la notte in un deserto dello Utah. Rose convince Rex a tornare a est per stare vicino ai suoi genitori e cercare di ottenere una qualche forma di sostegno, poiché il suo alcolismo gli impedisce di mantenere un lavoro: Rex concorda con il trasferirsi temporaneamente da sua madre, Irma.
Dopo un rabbioso confronto con sua madre, Rex sposta la sua famiglia in una casa abbandonata nel deserto dello stato di New York. Jeannette è scettica sulla nuova dimora, ma Rex le promette che un giorno costruirà un castello di vetro. L'uomo sprofonda ulteriormente nell'alcolismo e rischia di morire. La famiglia soffre di estrema povertà e fame, e, crescendo, i bambini cominciano a rendersi conto che il loro padre è irresponsabile. Jeanette convince suo padre a smettere di bere, l'uomo passa attraverso un violento esaurimento, ma poi diventa sobrio e mantiene un lavoro per la prima volta, portando la famiglia ad avere il suo primo buon Natale.
La madre di Rose muore e lei e Rex sono costretti a lasciare i bambini a casa di Irma per partecipare ai funerali in Texas. Jeannette e Lori si scontrano con Irma che tenta di molestare sessualmente Brian, e picchiano la nonna finché non vengono allontanate dallo zio. Rex e Rose non dicono niente sull'incidente. Quando la famiglia torna a casa, Rex ricomincia a bere, e la sua famiglia viene scaraventata di nuovo nella miseria. Rose lo prega di fermarsi, il che si traduce in un violento alterco fisico tra di loro. Jeannette tenta di convincere sua madre a lasciare Rex, poiché è sicura che non cambierà mai, ma Rose rifiuta perché Rex è l'unica persona che crede nei suoi dipinti. I bambini si promettono reciprocamente di risparmiare denaro, andare a scuola e trasferirsi per ricostruire la propria vita.
Da adolescente, Jeannette prova a iscriversi a scuola. Lori usa tutti i loro risparmi (nascosti sotto le assi del pavimento) per trasferirsi a New York City, e Rex furioso la insegue. Dopo una notte di bevute, Robbie, un amico di Rex, chiede a Jeannette di ballare. Lei gli dice che ha in programma di trasferirsi presto a New York. Robbie perde una partita di biliardo e rivela a Rex il piano di Jeannette. Robbie poi convince Jeannette a salire di sopra. Mentre tenta di violentarla, lei gli mostra le cicatrici delle ustioni subite da bambina e se ne va. Quando torna a casa, scopre che Rex ha rubato tutti i suoi risparmi. Lui la prende in giro per aver cercato di andarsene, ma lei lo fa comunque, salutando Brian e Maureen.
Jeanette frequenta il college a New York City. Difficoltà finanziarie la portano a considerare di abbandonare, ma Rex si presenta e le dà il denaro necessario per la retta (la maggior parte vinto al gioco d'azzardo) e le dice di seguire i suoi sogni.
Ora adulta, Jeannette è una giornalista di cronaca rosa ed esce con un uomo molto ricco e potente di nome David, un analista finanziario, usando le sue abilità imparate da suo padre per aiutare David ad ottenere nuovi clienti. Brian ora si è trasferito a New York, e lui, Jeannette e Lori conducono tutti una vita di successo e sono vicini l'uno all'altro. Maureen, Rex e Rose sono ancora nomadi e occupano un edificio vuoto. Jeanette tenta di presentare David alla sua famiglia. L'incontro si conclude con Rex che dà un pugno a David dopo una discussione sulla guerra di classe. Jeannette dice ai suoi genitori che lei e David sono fidanzati. David rimprovera Jeannette per la sua famiglia; lei è profondamente ferita dalle osservazioni del fidanzato, ma si riconciliano.
Rex e Rose si presentano alla festa di fidanzamento di Jeannette e David. Rex, ubriaco, provoca una scenata, per cui Jeannette lo bandisce dalla sua vita rinfacciandogli tutto il suo fallimento come padre. Qualche tempo dopo Rose fa visita a Jeannette e le dice che suo padre sta morendo. Inizialmente, Jeannette si rifiuta di vederlo, ma dopo qualche ripensamento sceglie la sua famiglia e rompe il fidanzamento con David.
Nei loro ultimi momenti insieme, Rex si scusa con la figlia per non aver mai potuto costruire il castello di vetro che le aveva promesso. Il film finisce con Jeannette, Rose, Lori, Brian, la sua fidanzata e Maureen che festeggiano felicemente insieme il Ringraziamento e ricordano la vita non convenzionale di Rex. Sono d'accordo che la vita non è mai stata noiosa con lui.

## Produzione
Le riprese del film iniziano il 20 maggio 2016 a Welch, nello stato della Virginia Occidentale.

## Promozione
Il primo trailer del film viene diffuso il 18 maggio 2017.

## Distribuzione
La pellicola è stata distribuita nelle sale cinematografiche statunitensi a partire dall'11 agosto 2017, mentre in quelle italiane dal 6 dicembre 2018.

### Divieti
Il film è stato vietato ai minori di 13 anni non accompagnati da adulti per la presenza di «tematiche per adulti, linguaggio non adatto e persone che fumano».

## Accoglienza

### Incassi
Il castello di vetro ha incassato 22 milioni di dollari nel Nord America.

### Critica
Sull'aggregatore Rotten Tomatoes il film riceve il 52% delle recensioni professionali positive con un voto medio di 6 su 10 basato su 165 critiche, mentre su Metacritic ottiene un punteggio di 56 su 100 basato su 40 critiche. Il pubblico intervistato da CinemaScore ha dato al film un voto medio di "A-" su una scala da A+ a F.

## Riconoscimenti
- 2017 - Film by the Sea International Film Festival
  - Candidatura per il miglior film
- 2018 - Central Ohio Film Critics Association Awards
  - Candidatura per l'miglior attore a Woody Harrelson
- 2018 - Golden Camera
  - Miglior attrice internazionale a Naomi Watts